# Lenzinghausen
Lenzinghausen ist seit dem 1. Januar 1969 ein Ortsteil der ostwestfälischen Stadt Spenge im Nordosten von Nordrhein-Westfalen. Davor bildete das im Jahre 1056 erstmals schriftlich belegte Lenzinghausen eine eigene Gemeinde im Amt Spenge.

## Beschreibung und Lage
Mit 2495 Einwohnern (Stand: 31. Dezember 2017) ist Lenzinghausen der zweitgrößte Ortsteil der Stadt Spenge. Lenzinghausen grenzt im Süden an Bielefeld-Jöllenbeck, im Osten an Enger-Westerenger, im Westen und Norden an Spenge-Mitte, sowie im Süd-Westen an Häger.

## Gliederung
Lenzinghausen gliedert sich inoffiziell gemäß den alten Verwaltungsgrenzen in das Dorf Lenzinghausen (Grundherrliches Amt Lenzinghausen) und die Bauerschaft Lenzinghausen, die um das Dorf Lenzinghausen herum lag. Das Dorf Lenzinghausen bestand aus den Höfen Meyer zu Lenzinghausen, Oberdiek und König. Die Bauerschaft bestand wiederum aus den Siedlungen Lenzinghausen, Affhüppe, Söttringhausen und Westerhausen sowie der Kötter in den Ausbausiedlungen Nienhagen (oder Mauritanischer Hagen), Korfhagen, Lenzinghauser Heide, Bockhorst, Bröenhorst und Kisker, die jeweils immer nur wenige Höfe enthielten. Zu Lenzinghausen gehörte auch das Nagelsholz, wo allerdings keine Siedlung lag und das in den 1970er Jahren für den Standort eines Flughafens vorgesehen war und dazu zeitweilig Bielefeld eingemeindet wurde.

## Geschichte
Lenzinghausen wurde um 1060/70 als Lensinchusen erstmals schriftlich erwähnt.
Das grundherrschaftliche Amt Lenzinghausen gehörte einst zum Stift St. Mauritz vor Münster. Das Grundherrschaftliche Amt war eine Hofgenossenschaft innerhalb der Großgrundherrschaft des Stiftes. Etwa 100 Jahre nach der Übernahme des ehemaligen Lenzinghausener Reichsgutes stellte die Verwaltung des Stiftes St. Mauritz im 12. Jahrhundert ein erstes Heberegister auf. Die große und weit verstreute Villikation Lenzinghausen beinhaltete danach die beiden Haupthöfe Lanzinchusen und Kuningbruggen (Oberhöfe), sowie 19 Unterhöfe – fünf davon allerdings verlassen. Die Hofgenossenschaft erhielt nach dem Oberhofe Lanzinchhusen ihren Namen Amt Lenzinghausen. Dem Oberhofe (später Meyerhof in Lenzinghausen) waren nicht nur Höfe aus Lenzinghausen zugeordnet, sondern auch Höfe aus verschiedenen Dörfern, Bauerschaften und Kirchspielen in der Grafschaft Ravensberg und im Stifte Osnabrück – u. a. auch im heutigen Jöllenbeck.
Vom Mittelalter bis zur Franzosenzeit gehörte Lenzinghausen zur Vogtei Enger im Amt Sparrenberg der Grafschaft Ravensberg. Der Ort gehörte von 1807 bis 1810 zum Kanton Enger im Distrikt Bielefeld des Königreichs Westphalen. Mit der Annexion großer Teile Norddeutschlands durch Napoleon Bonaparte fiel Lenzinghausen 1811 an Frankreich und gehörte dort bis 1813 zur Mairie (Bürgermeisterei) Spenge im Kanton Werther des Departements der Oberen Ems.
Lenzinghausen kam 1816 zum Kreis Bünde und 1832 zum Kreis Herford, wo der Ort eine Gemeinde im Amt Spenge bildete. Am 1. Januar 1969 wurde Lenzinghausen durch das Herford-Gesetz nach Spenge eingemeindet.
Am 28. August 2006 feierten die Bürger das 950-jährige Jubiläum ihres Dorfes.

### Bevölkerungsentwicklung
Für die Altgemeinde Lenzinghausen sind folgende Einwohnerzahlen bekannt:
| Jahr | Einwohner |
| ---- | --------- |
| 1799 | 0930      |
| 1885 | 1223      |
| 1925 | 1432      |
| 1933 | 1659      |
| 1939 | 1675      |
| 1961 | 2270      |

## Verkehr
Die Linienbusse 56 und 156 fahren die Ortschaft an und stellen eine Verbindung mit Bielefeld dar. Der Linienbus 66 fährt mehrmals am Tag Richtung Werther (Westf.).

## Einrichtungen
Lenzinghausen ist Standort der Grundschule Spenge-Land und des Städtischen Kindergarten Lenzinghausen. Außerdem verfügt er über ein Altenheim, der MediCare Seniorenresidenz Lenzinghausen.

### Grundschule Spenge-Land
Ursprünglich genannt Grundschule Lenzinghausen wurde die Schule 1964 erbaut. 2006 begannen die Bauarbeiten eines neuen Schulhof und eines neuen Bolzplatzes.
Seit dem Schuljahr 2012/13 besteht die Grundschule Spenge-Land als Verbundschule aus den beiden ehemaligen Standorten Lenzinghausen und Bardüttingdorf-Wallenbrück und hat 212 Schülern (Stand: 1. Juni 2017) aufgeteilt auf beide Schulgebäude. Beide Standorte verfügen bereits seit dem Schuljahr 2005/06 über eine offene Ganztagsschule. Außerdem verfügen beide Standorte über ein Betreuungsangebot sowohl für die Zeit der jeweils letzten zwei Schulstunden, als auch für die Zeit von einer Stunde vor Schulbeginn bis zu Beginn der zweiten Schulstunde. Die Schule bietet verschiedene AGs an, unter anderem die Schach-AG und den Schulchor.
Auch verfügt das Schulgebäude des Standorts Lenzinghausen über einen voll ausgerüsteten Bunker im Keller, inklusive provisorischer Krankenstation und Sanitäranlagen, welcher bei Bau des Gebäudes im Falle einer Atomschlacht eingebaut wurde. Heute dient er als Lager. Ein enger Tunnel führte ehemals aus diesem heraus, 2009 wurde dieser jedoch zugemauert.

### Städtischer Kindergarten Lenzinghausen
Der Städtische Kindergarten Lenzinghausen wird seit dem Jahr 1986 von Vera Kuhlhoff geleitet. Er umfasst vier Gruppen, 12 Erzieher (Stand: 14. Mai 2009) und in etwa 75 Kinder (Stand: 13. April 2018).

### MediCare Seniorenresidenz Lenzinghausen
Die MediCare Seniorenresidenz Lenzinghausen ist einer der 14 Pflegeeinrichtungen der MediCare Unternehmensgruppe, die 2000 ins Leben gerufen wurde. Zusätzlich zur vollstationären Pflege bietet diese außerdem Kurzzeitpflege, palliative Pflege und Pflege bei Demenz an.

## Vereine und Verbände (Auswahl)
Lenzinghausen ist Standort einer Vielzahl von Vereinen und Verbänden, wobei einige von ihnen bereits seit über 50 Jahren bestehen.

### Freiwillige Feuerwehr Lenzinghausen
Die Freiwillige Feuerwehr Lenzinghausen wurde im Jahr 1906 gegründet. Das damalige Signalhorn wurde 1934 durch eine Brandsirene ersetzt, die manuelle Handspritze 1935 durch eine Motorspritze.
Im Jahr 1984 zog die Feuerwehr in ein neu gebautes Feuerwehrhaus neben der Grundschule Lenzinghausen, welches 1996 um eine weitere Fahrzeughalle erweitert wurde. Im Jahr 2006 begann der Bau zwei neuer Fahrzeughallen.
Die Jugendfeuerwehr Lenzinghausen, welche sich um die Ausbildung der nächsten Generation beschäftigt, besteht seit 1988.

### Freibad-Interessengemeinschaft (FBI)
Die Freibad-Interessengemeinschaft betreibt seit Sommer 2016 das seit 1930 bestehende Freibad Lenzinghausen als Bürgerbad.

### Lauf- und Radsport Gemeinschaft Lenzinghausen (LRG)
Im Vordergrund der seit 1989 bestehenden LRG stehen der Radsport und das Laufen.

### Turnverein Lenzinghausen e.V. (TVL)
Der TVL besteht seit 1924 und bietet verschiedene Sportangebote an. Derzeitiger Standpunkt des Großteils der Angebote sind die Turnhalle Lenzinghausen, so wie das angrenzende Bürgerbegegnungszentrum. Außerdem hat der TVL einen Standort, an dem sie Sportkurse anbieten. Dieser befindet sich an der Bielefelderstraße 137.

### Musicorps Lenzinghausen von 1965 e.V. (MCL)
Das Musicorps Lenzinghausen wurde im Jahr 1965 unter dem Namen Fanfaren-Corps Lenzinghausen (FLC) gegründet. Dieser Name wurde bis 2011 beibehalten. 1972 wurden die Majoretten ins Leben gerufen, eine Untereinheit des MCL, deren Hauptaktivität das Twirling ist.

### Obst- und Gartenbauverein Lenzinghausen
Bei der Gründung des Obst- und Gartenbauvereins im Jahr 1939 handelte es sich bei den Mitgliedern hauptsächlich um Selbstversorger. Dies änderte sich mit der Zeit, sodass mittlerweile eher der kreative Aspekt des Obst- und Gartenbaus im Vordergrund steht. Der Verein beteiligt sich auch an der Verschönerung des Ortes.

### Jugendspielgemeinschaft JSG Lenzinghausen-Spenge
Der sich auf den Handball konzentrierende Verein wurde 2011 aus den beiden Jugendabteilungen des TV Lenzinghausen e. V. und TuS Spenge e. V. gegründet. Mitglieder sind ca. 25 Betreuer und ca. 130 Kinder und Jugendliche.

### Weitere Vereine und Verbände
- FC Torpedo Lenzinghausen 94 e. V.
- Schützenverein Lenzinghausen von 1927 e. V.
- Arbeiterwohlfahrt Ortsverein Lenzinghausen
- Rassegeflügelzuchtverein Lenzinghausen

## Religion und Kirchengemeinde
Lenzinghausen verfügt über eine Kirche mit angrenzendem Gemeindehaus, die Pauluskirche. Diese ist Teil der evangelisch-lutherischen Gemeinde Spenge, und wurde am 17. März 1963 eingeweiht. Architekt der Kirche war der damalige Pfarrer Albert Steffen, die Inneneinrichtung der Kirche wurde fast ausschließlich durch Spenden der Gemeinde finanziert. Der Bau der Kirche zeichnete das Ende des Bestehens einzelner Hauskreise, die vom Pfarrer einzeln aufgesucht werden mussten.
Am 12. Oktober 1968 wurde die Orgel der Kirche in Betrieb genommen, am 15. Dezember 1968 folgen auch die drei Glocken des Glockenturms. Diese haben jeweils die Tonhöhen e, fis und a und haben jeweils die Inschrift eines Verses aus der Bibel. Diese drei Glocken lösten die alte Glocke von 1861 ab, die damals zu besonderen Anlässen zu hören war, mehrfach den Ort gewechselt hat und heute an einem Gestell auf der Bülow-Nase, an der Dorfstraße zu sehen ist.
Von 1995 bis 2010 war Heinz Schlüter Pastor der Pauluskirche, bevor er dann von Ulrich Gressorg abgelöst wurde.
2013 wurde das 50-jährige Bestehen der Pauluskirche gefeiert.